# Rosalía de Castro
Rosalía de Castro (Santiago de Compostela, 23 de fevereiro de 1837 – Padrão, 15 de julho de 1885) foi uma escritora e poetisa galega.
Considerada como a fundadora da literatura galega moderna, 17 de maio, Dia das Letras Galegas é feriado por causa de ser a data de edição da sua primeira obra em língua galega, Cantares Gallegos.

## Biografia

### Nascimento

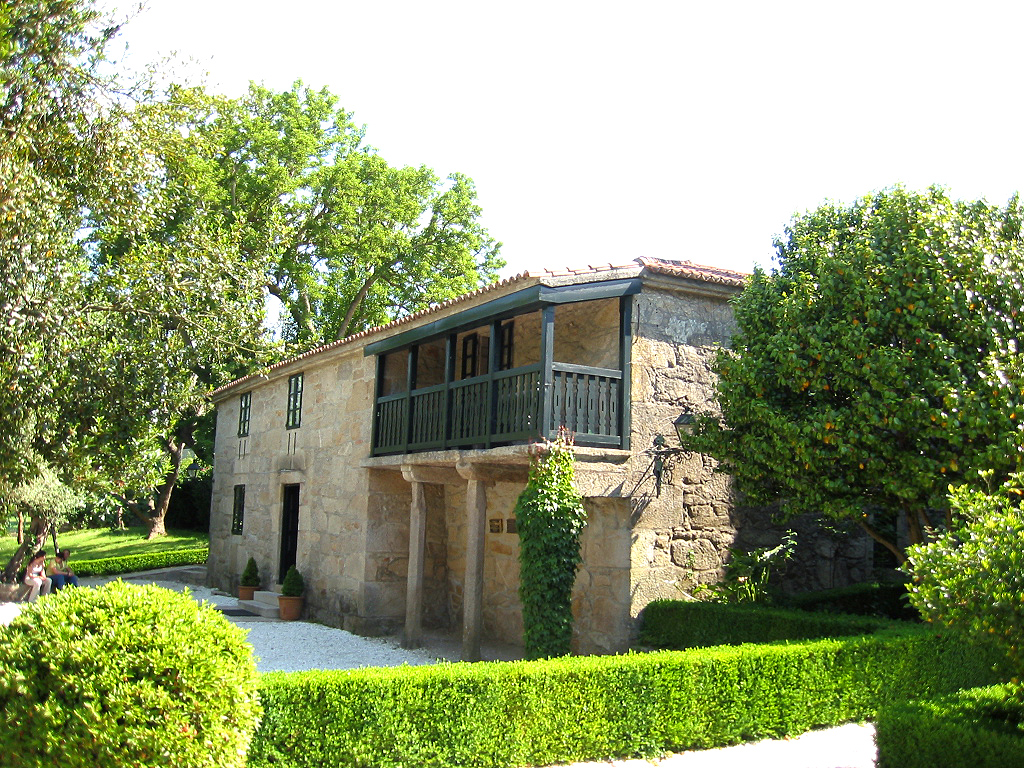
Casa de Rosalía em Padrón.

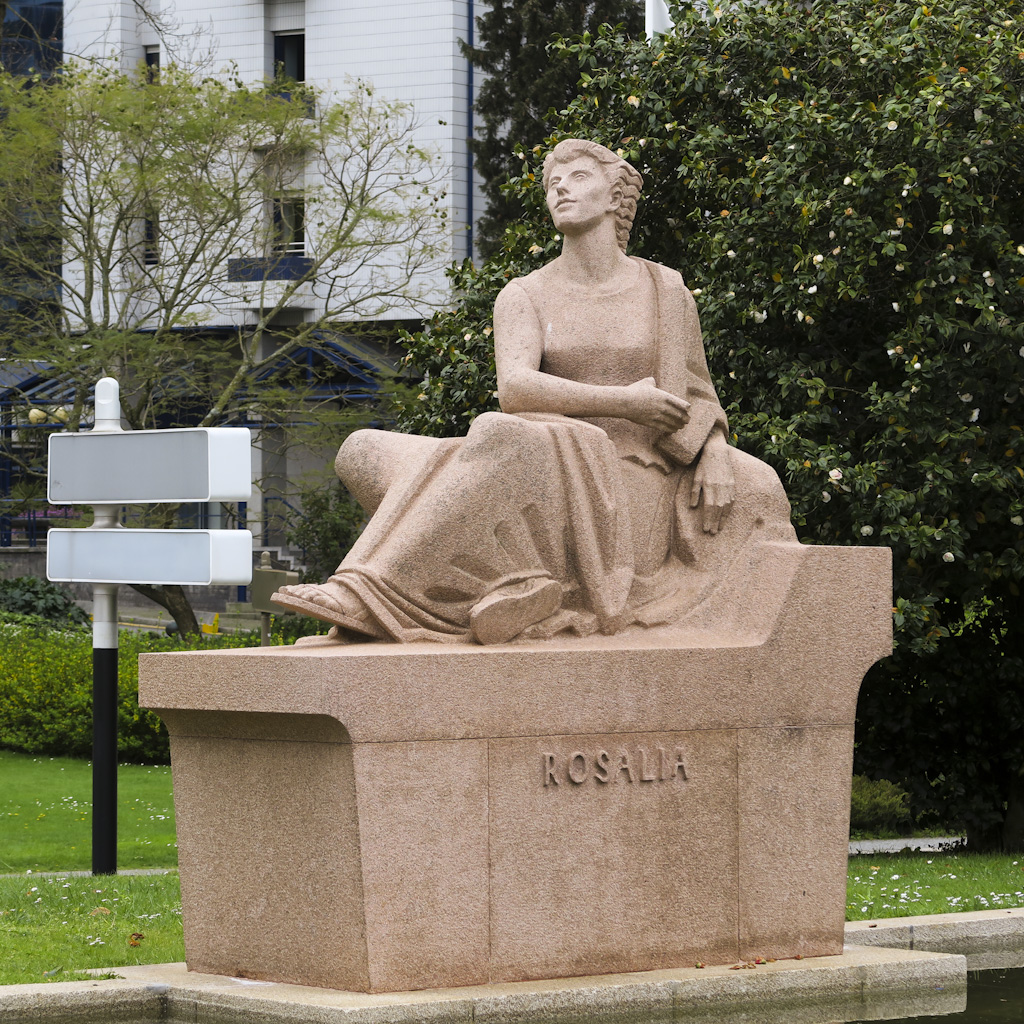
Estátua de Rosalía na Praça da Galiza, no Porto.

Rosalía de Castro nasceu a 23 de Fevereiro de 1837 em Camiño Novo, um arrabalde de Santiago de Compostela, sendo batizada com os nomes de Maria Rosalía Rita. No registo do Hospital Real de Santiago de Compostela figura como filha de pais desconhecidos. Seu assento de baptismo rezava:
| “ | En veinte y cuatro de febrero de mil ochocientos treinta y seis, María Francisca Martínez, vecina de San Juan del Campo, fue madrina de una niña que bauticé solemnemente y puse los santos óleos, llamándole María Rosalía Rita, hija de padres incógnitos, cuya niña llevó la madrina, y va sin número por no haber pasado a la Inclusa; y/ para/ que así conste, lo firmo. José Vicente Varela y Montero | ” |

Sua mãe, María Teresa de la Cruz de Castro, fidalga da casa grande de Arretén pertencente à linhagem dos Castro, estabelecida na Galiza desde a Idade Média (foram condes de Lemos num dos seus ramos), contava com trinta e dois anos quando nasceu. Considerada tradicionalmente filha de José Martínez Viojo -embora, não exista documentação que acredite este facto-, um sacerdote católico de trinta e nove anos que, devido à sua condição, não pôde reconhecer nem legitimar a sua filha. As biografias tradicionais relataram que o pai encarregou o cuidado da menina às suas irmãs, pelo que parece que sim se interessou pela sua manutenção.

### Infância
As biografias tradicionais relataram que, depois do seu nascimento, foram suas tias paternas Teresa e Maria Josefa que a tomaram a seu cargo na sua casa (chamada a dos Castro) na paróquia de San Xoán de Ortoño, Ames. Porém, novas investigações demonstram que Rosalía morava em Padrão, em companhia de sua mãe, quando contava cinco anos de idade. De facto, num registo do concelho de Padrón a 17 de Setembro de 1842, consta que reside naquela localidade Teresa de Castro, com a sua filha Rosalía e uma criada chamada Maria Martínez. No registo, Teresa aparece com o estado civil de solteira e com a idade de trinta e seis anos (dado erróneo, já que, segundo a data de nascimento do Livro de Batizados de Iria Flavia, a mãe de Rosalía nascera a 24 de novembro de 1804; pelo qual, na realidade, Teresa estava a ponto de cumprir os trinta e oito anos) e Rosalía com a idade de cinco anos e sete meses. Ao não existirem mais dados ou testemunhos, semelha que a data do registo de Padrão corresponde com a data na qual mãe e filha voltaram viver juntas.

### Formação
Desconhece-se exatamente quando se mudaram para Santiago, mas é sabido que em 1850 viviam mãe e filha nessa cidade. Ali começa a formar-se em torno à Sociedad Económica de Amigos del País. Em Santiago recebe formação musical, artística e literária; participou nas atividades do Liceo de la Juventud, lugar de encontro dos intelectuais comprometidos com o movimento provincialista. As suas correntes ideológicas, que impregnarão a obra de Rosalía, eram o socialismo e o republicanismo. No liceu coincidiria com Eduardo Pondal, Aurélio Aguirre e Paz Novoa.

### Família
Em 1856 foi para Madrid, onde viveu com uma prima. Começou a publicar e, em 1858 casou com Manuel Murguía, investigador, cronista e jornalista. A vida do casal tornou-se itinerante devido ao cargo de funcionário de Murguía. Em 1859 regressaram a Galiza, onde nasceu Alejandra, sua primeira filha; em 1861, de novo em Madrid, publicou obras em galego e castelhano. Depois de viverem uns anos em Madrid, mudaram-se para Lugo, e depois voltaram a Madrid, onde nasceu Aura; as atividades do seu marido levaram-nos a diferentes lugares: Simancas, Corunha, Santiago de Compostela, Lestrobe, Estremadura, Alicante… enquanto foram nascendo mais filhos: Aura, nascida em Dezembro de 1868 (morreu em 1942). Gala e Ovídio, gêmeos, nasceram em Julho de 1871 (Gala morreu em 1964 e Ovídio em 1900), Amara, nascida em Julho de 1873 (faleceu em 1921), Adriano Honorato Alejandro, nascido em Março de 1875, (faleceu em Novembro de 1876 devido a uma queda) e Valentina, nascida morta em Fevereiro de 1877.

### Obras
Rosalía de Castro escreveu tanto em prosa como em verso, empregando o galego e o castelhano. Sua obra esteve profundamente marcada pelas circunstâncias que rodearam sua vida: como sua origem, os problemas económicos, a perda dos seus filhos e sua frágil saúde.
Em 1863 foi publicado em Vigo o seu primeiro grande livro, "Cantares Gallegos", pelo seu marido, Manuel Murguía, que geriu, sem a licença da sua esposa, a saída do prelo de um poemário que fixa o começo de uma nova era para a poesia galega e que foi a base do Ressurgimento da literatura galega. Cantares gallegos constitui o primeiro livro escrito em galego numa época na qual a língua galega estava extinta como língua escrita. Muitos poemas do seu livro são glosas de cantigas populares; nelas Rosalía denuncia a miséria, a pobreza e a emigração massiva a que estavam obrigados os galegos, sem deixar de verter seus sentimentos e vivências pessoais.
A 17 de maio daquele mesmo ano, Rosalía assinou a dedicatória da obra para Fernán Caballero (Cecilia Böhl de Faber y Larrea), sendo adotada essa data por ocasião do seu centenário, como Dia das Letras Galegas (1963).
Em 1880 a escritora publicou uma escolha de poemas a que chamaria Follas Novas. Num começo o poemário concebeu-se como uma continuação de Cantares Galegos: 40% dos poemas de Follas novas têm afinidade com o texto publicado em 1863, enquanto o restante das composições apresentam um diferente espírito poético motivado pelo afastamento da terra, as desgraças familiares e as doenças físicas e morais. É uma poética que afunda nos sentimentos, na saudade e que tem frequentemente, por horizonte, a fronteira do próprio ser.
Em castelhano publicaria La flor (1857), A mi madre (1863) e En las orillas del Sar (1884) e o romance El caballero de las botas azules (1867) todas elas enquadradas no movimento romântico.
Encontra-se colaboração da sua autoria, publicada a título póstumo, na revista A Leitura (1894-1896).

### Últimos anos e morte
Rosalía passou os derradeiros anos da sua vida em Padrón, onde a família alugara a "casa da Matanza", que depois se tornaria em casa-museu. A morte acidental do seu filho mais novo aos dois anos e sua doença amargaram os seus derradeiros anos. Morreu de cancro em 1885, aos quarenta e oito anos na sua casa de Padrón. Rosalía foi enterrada no campo-santo da Adina. Anos mais tarde, em 1891, seus restos foram transladados para o Panteão de Galegos Ilustres, no convento de São Domingos de Bonaval, em Santiago de Compostela.
Derradeiros momentos de Rosalía por Augusto González Besada (traduzido para o português):
| “ | Recebeu com fervor os Santos Sacramentos, recitando em voz baixa suas prediletas orações. Pediu aos seus filhos que queimassem os trabalhos literários que, reunidos e ordenados por ela mesma, deixara sem publicar, dispôs ser enterrada no cemitério de Adina e, pedindo um ramo de amores-perfeitos — a flor da sua predileção —, apenas foi achegada aos lábios sofreu um afogo que foi o começo da sua agonia. Delirante, e nublada a vista, disse à sua filha Alejandra: 'Abre essa janela, que quero ver o mar', e fechando seus olhos para sempre, expirou. | ” |

## Curiosidades
Existe uma estátua em sua homenagem na Praça da Galiza, na cidade do Porto, Portugal, da autoria do escultor Barata Feyo (Setembro de 1954).
Em 1949 a Câmara Municipal de Lisboa homenageou a escritora dando o seu nome a uma rua junto à Avenida da Igreja, em Alvalade.

## Obra
- 1863 (poesia) Cantares Galegos[7]
- 1880 (poesia) Folhas Novas[8]
- 1923 (prosa) Conto galego[9]